# Isidor Lotto
Isidor Lotto (Varsòvia, Polònia, 1840 – 1927) fou un violinista polonès.
Estudià violí i composició en la capital de França. El 1862 ingressà com a primer violí en la capella del gran duc de Weimar, i, finalment, el 1872 fou nomenat professor del Conservatori d'Estrasburg. Entre els seus alumnes a Varsòvia, es compten Richard Moiseyevich Burgin.
Com a violinista fou molt notable el mecanisme de la seva execució, i recollí molts aplaudiments en tots els concerts en què prengué part.
És autor, a més, d'algunes composicions per a violí.